# 普萊諾島

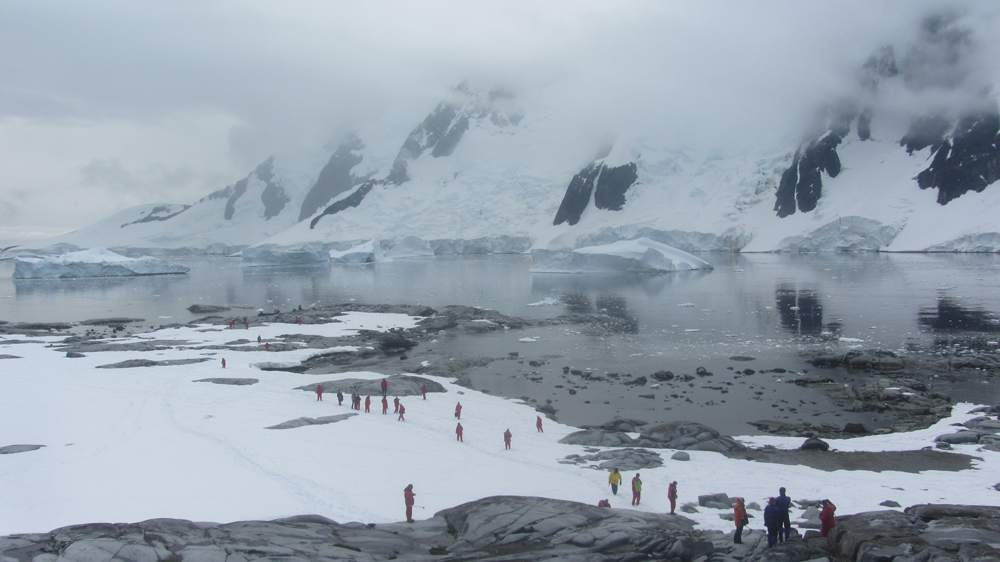

普萊諾島（英語：Pleneau Island）是南極洲的島嶼，位於威廉群島的一部分，處於霍夫高島東北面，長1.5公里，由讓-巴蒂斯特·夏古率領的法國探險隊繪入地圖，現時由南極條約體系管理。